# Biała (gmina, Łódź)
Pour les articles homonymes, voir Biała.
Biała est une gmina rurale du powiat de Wieluń, Łódź, dans le centre de la Pologne. Son siège est le village de Biała, qui se situe environ 11 km au nord-ouest de Wieluń et 92 km au sud-ouest de la capitale régionale Łódź.
La gmina couvre une superficie de 74,99 km2 pour une population de 5 503 habitants.

## Géographie
La gmina inclut les villages de Biała Parcela, Biała Pierwsza, Biała Rządowa, Biała-Kopiec, Brzoza, Huby, Janowiec, Klapka, Kopydłów, Łyskornia, Młynisko, Naramice, Radomina, Rososz, Śmiecheń, Wiktorów et Zabłocie.
La gmina borde les gminy de Czarnożyły, Czastary, Łubnice, Lututów, Skomlin, Sokolniki et Wieluń.